# 종이천하
종이천하는 2003년부터 현재까지 한국 최대 규모의 종이모형 취미 공유 커뮤니티이다. 표어는 FPN(FinalPaper.Net)이다.

## 역사
2001년 7월 7일 김철호님이 조타넷에서 종이천하 사이트를 만들면서 시작되었다.
원래 도메인은 namchon.net이었으나 2002년 5월 1일에 현재의 도메인(finalpaper.net)으로 바꾸었다. 트래픽 상의 이유로 2003년 12월 9일조타넷 사이트에서 네이버 카페로 이전하였다. 이후 점차 사람이 많아져 네이버 카페에서 수용하기 힘들게 되자 이에 따라 독자 서버를 만들어 그누보드 기반으로 사이트를 운영하다 종이모형왕국이 서버를 후원해주어 지금은 종이모형왕국 서버에서 서비스하고 있다.

### 이름유래
2002년 1월 27일에 시행한 설문조사를 통해 한국인님이 응모한 '종이천하'가 최다 득표로 결정되었다.

## 게시판
- 던전 직접 전개한 전개도나 다른 곳에서 퍼온 전개도들이 올라오는 곳이다. 자신이 전개도를 조립해 만든 완성작을 사진을 찍어 올릴 수도 있다. 현재는 월간 우수 제작상 대회로 잘 만들어진 완성작을 만든 사람에게 상품을 주는 이벤트도 신설되었다.
- 학교 메타세콰이어 프로그램 사용법(모델링,매터리얼 넣기 등등)이나 페퍼쿠라[2] 사용법 (전개하기), 종이모형 제작 팁 등을 가르쳐주는 강좌 장소이다.
- 상점 종이모형에 관련된 프로그램을 올리거나 정품 프로그램(메타세콰이어 , 페퍼쿠라)을 전진 님이 구매대행 해주시는 정품 구매 대행 등 종이모형에 관련된 도구를 추천받거나 종이모형 관련 프로그램을 다운받을 수 있는 곳이다. 중지된 적도 있지만 인쇄 대행도 가능하여 식스 헌터님이 맡고 있다
- 광장 커뮤니티 공지 사항, 종이모형 소식, 가입 안내소 등 커뮤니티 전체의 정황을 알 수 있거나 커뮤니티 이야기를 늘어놓을 수 있는 장소이다.옛날 종이천하에서 주최한 전시회 사진들을 볼 수도 있다.

## 커뮤니티

### 사용자층
취미를 주제로 다루는 사이트로, 직업,성별 관계없이 다양한 사람들이 활동하고 있다. 주요 활동 연령은 10대에서 20대 사이로 추산되고 있다.

## 제도

### 회원 등급
초창기 종이천하가 학교 조직을 빌려서 구성되었고, 그에 따라 소유자는 교장, 운영자는 교감/선생 등으로 등급을 구성했었다. 이후 학교 조직 체계는 벗어났지만, 강좌관련 게시판을 '학교'로 구분하는 등, 종이모형에 관련된 지식을 배우는 곳이라는 점을 강조하기 위해서 회원 등급에 학교 체계가 적용되고 있다.

#### 운영자
종이천하 운영을 담당하며 사이트 소유자를 포함해서 교감 등 O명이 활동하고 있다.

#### 학생
종이천하의 기본 회원 등급이다.

### 레벨 및 포인트 제도
종이천하에서는 레벨과 포인트 제도를 운영하고 있으며, 활동에 따라 주어지는 포인트가 5가지로 나뉘어 있다. 레벨은 이 포인트들의 가중합산을 통해서 계산된다. 그러나 레벨이나 포인트는 사이트 내 활동에 아무런 장단점을 제공하지 않는다.
| 포인트 제도 |
| ----------- |
| 활동 포인트 |
| 용기 포인트 |
| 근성 포인트 |
| 개념 포인트 |
| 자비 포인트 |

## 언론 소개
이 사이트는 이미 언론에 2차례 소개된 적이 있다.
1. 세계일보[3]에서'종이모형, 탱크·전투기등 실물처럼 재현… "진짜 예술이네"'라는 타이틀로 소개된 적이 있으며,
2. 마이데일리[4]에서'종이의 변신은 무죄-인터넷 종이 모형 사이트 인기'라는 타이틀로 종이모형 취미에 대해 소개된 적이 있다.

## 분점
비상사태 대비 및 활동 저변 확대를 위해 네이버, 다음, 싸이월드에 분점을 두고 있다.
1. 종이천하 in naver[5]
2. 종이천하 in daum[6]
3. 종이천하 in cyworld[7]